# Przyśpiewka
Przyśpiewka – krótka piosenka ludowa o treści okolicznościowej, często rubaszna, w Polsce śpiewana na zabawach, weselach, w czasie obrzędów dożynkowych itp.